# John E. Peterson
John E. Peterson (ur. 25 grudnia 1938) – amerykański polityk, członek Partii Republikańskiej.
W latach 1997-2009 przez sześć kolejnych, dwuletnich kadencji Kongresu Stanów Zjednoczonych był przedstawicielem piątego okręgu wyborczego w stanie Pensylwania w Izbie Reprezentantów Stanów Zjednoczonych.